# Johannes Humann
Johannes Humann (* 8. April 1880 in Neuenkirchen; † 28. Februar 1941 ebenda) war ein deutscher Landwirt und Politiker (Zentrum).

## Leben
Der Sohn des Landwirtes und Zentrumspolitikers Heinrich Humann besuchte das Gymnasium in Rietberg, das er mit der Obersekundareife verließ. Im Anschluss absolvierte er eine Ausbildung in der Landwirtschaft. 1910 übernahm er die Leitung des väterlichen Gutes (Hof Humann) in Neuenkirchen, das er in der Folgezeit bewirtschaftete. Neben seiner beruflichen Tätigkeit war er stellvertretender Direktor des landwirtschaftlichen Kreisvereins für den Kreis Wiedenbrück, Vorsitzender des landwirtschaftlichen Lokalvereins Neuenkirchen sowie Vorsitzender mehrerer landwirtschaftlicher Genossenschaften.
Humann war seit 1915 Vorsteher der Gemeinde Neuenkirchen und geschäftsführendes Mitglied der dortigen Spar- und Darlehnskasse, die sein Vater vormals gegründet hatte. Innerhalb der Zentrumspartei wurde er 1919 zum Ersten Vorsitzenden des Kreisverbandes Wiedenbrück gewählt. Er war Mitglied der Amtsvertretung und Erster Beigeordneter des Amtes Rietberg, Kreistags- und Kreisausschussmitglied des Kreises Wiedenbrück sowie Vorstandsmitglied des Preußischen Landkreistages in Berlin. Er gehörte seit 1919 dem Provinziallandtag der Provinz Westfalen an und war von Januar 1930 bis Mai 1932 stellvertretendes Mitglied des Preußischen Staatsrates. Im April 1932 wurde er als Abgeordneter in den Preußischen Landtag gewählt, dem er bis zur Auflösung des Gremiums im Herbst 1933 angehörte. Im Parlament vertrat er den Wahlkreis 17 (Westfalen-Nord).
Nach der Machtübernahme der Nationalsozialisten musste Humann 1933 sein Amt als Gemeindevorsteher aufgeben.

## Ehrungen
In Rietberg-Neuenkirchen wurde der Humannsweg nach ihm und seinem Vater benannt. 2014 wurde unter dem Straßenschild eine Infotafel angebracht.